# Пројекат Менхај
Пројекат Менхај заједно са пројекатом Екселсиор су војни пројекти војске САД у пресвемирском периоду истраживања, који су уз помоћ специјалних балона омогућавали људима да у гондолама специјалних балона врше истраживања у средњим слојевима земљине стратосфере.

## Историја
Пројекат Менхај започет је децембра 1955. у циљу проучавање ефеката космичког зрачења на организам животиња и човека. Након неколико успешних пробних летова прво са мишевима, хрчцима и мајмунима одлучено је да се проступи и летовима са људском посадом у балону. У току овог пројекта обављена су три лета у балону са људском посадом до различитих нивоа стратосфере:

Пројекат Менхај 1.
У првом покушају лет је изведен до висине од 29.500 m (96.800 ft), са капетаном Џозефом В. Китинџером 2. јуна 1957. Упркос неким техничким потешкоћама - које су настале због погрешно уграђених вентила, који због недостатка новца пре њихове употребе нису тестирани у комори под притиском, балон је досгао висину од 29.500 метара.
Пројекат Менхај 2.
У другом покушају лет је изведендо висине од 30.900 m (101.400 ft), са мајорем Дејвидом Г. Симонсом од 19-20. августа 1957 у 32-часовном лету.
Са пилотом и пратећом научном опремом, гондола Менхаја 2. имала је укупну масу од 748 kg (1.649 lb). На максималној висини лета, балон се проширио до пречника од 60 м а запремина гаса у куполи достигла је 85.000 м³.
Пројекат Менхај 3.
У трећем покушају лет је изведен до висине од 29.900 m (98.100 ft), са потпуковником Клифтоном М. Маклуром , 8. октобра 1958.
Сличан пројекат у коме је човек у специјално констреуисаној гондоли достигао висину од 15.785 m (51.788 ft) реализован је 1931. од стране швајцарског физичара, проналазача и истраживача Огиста Пикара.